# Aeroportul Puerto Obaldia
Aeroportul Puerto Obaldia (IATA: PUE, ICAO: MPOA) este un aeroport din Guna Yala, Panama ce deservește zona Puerto Obaldía⁠(d).
Situat la o altitudine de 4 m, aeroportul dispune de o singură pistă.